# دون لانكستر
دون لانكستر (بالإنجليزية: Don Lancaster)‏ هو عالم حاسوب وكاتب ومهندس أمريكي، ولد في القرن العشرين.

## وصلات خارجية
- الموقع الرسمي